# A1301S
A1301S（えーいちさんぞろいちえす）は、ソニー・エリクソン・モバイルコミュニケーションズ（現ソニーモバイルコミュニケーションズ）製のau（KDDI・沖縄セルラー電話）の第三世代携帯電話(CDMA 1X)端末である。

## 特徴
- ヒンジ部分に約290度回転する31万画素のCMOSカメラが組み込まれ、レンズの両側にLEDのフォトライトを回転式カメラとして初めて搭載した。
- 「着せ替え」に対応し、これまでのフロント側だけでなくリア側も付け変えられるようなった。
- ムービーサイズは、au初の大型サイズ（128×96ドット）に対応。
- デフォルトの待ち受け画面にピングーを採用した。

## 対応サービス
- EZweb@mail
- ezmovie
- EZ「着うた」 - プリセットコンテンツとしてCHEMISTRYの「SOLID DREAM」が登録されている。

## 沿革
- 2002年11月7日　 テレコムエンジニアリングセンター(TELEC)による技術基準適合証明の工事設計認証（工事設計認証番号01XZAA1036）
- 2002年11月21日　電気通信端末機器審査協会による技術基準適合認定の設計認証（設計認証番号A02-0292JP）
- 2003年1月23日　 TELECによる技術基準適合証明の工事設計認証（工事設計認証番号01XZAA1042）
- 2003年3月21日　 発売
- 2012年7月22日　 CDMA 1Xサービス終了により使用はこの日限りとなる。